# Fandou Mayaki
Fandou Mayaki ist ein Dorf in der Landgemeinde Tondikandia in Niger.

## Geographie
Das Dorf liegt am Ende des Trockentals Zgaret, einem Nebental des Dallol Bosso. Es ist neben dem etwa 20 Kilometer weiter östlich gelegenen Gemeindehauptort Damana eines der beiden Siedlungszentren der Landgemeinde Tondikandia, die zum Departement Filingué in der Region Tillabéri gehört. Weitere größere Siedlungen in der Umgebung von Fandou Mayaki sind die rund 12 Kilometer entfernte Kleinstadt Balleyara im Süden und das rund 14 Kilometer entfernte Dorf Fandou Béri im Norden.
Die Siedlung wird zur Übergangszone zwischen Sahel und Sudan gerechnet. Im Gebiet um Fandou Mayaki wurden 2017 zehn frei lebende Einzeltiere der gefährdeten Westafrikanischen Giraffe gezählt, deren Hauptverbreitungsgebiet in Kouré liegt.

## Bevölkerung
Bei der Volkszählung 2012 hatte Fandou Mayaki 2971 Einwohner, die in 432 Haushalten lebten. Bei der Volkszählung 2001 betrug die Einwohnerzahl 2350 in 291 Haushalten und bei der Volkszählung 1988 belief sich die Einwohnerzahl auf 3940 in 521 Haushalten.

## Kultur
Fandou Mayaki ist der Sitz des Mayaki („Kriegsherr“) von Tondikandia, der dem Zarmakoye („Herr der Zarma“), dem traditionellen Herrscher von Tondikandia mit Sitz in Damana, untersteht.

## Wirtschaft und Infrastruktur
Mit einem Centre de Santé Intégré (CSI) ist ein Gesundheitszentrum im Dorf vorhanden. Es gibt eine Schule. Im Ort wird eine Niederschlagsmessstation betrieben. Durch Fandou Mayaki verläuft die 150,3 Kilometer lange Nationalstraße 38 zwischen Balleyara und Banibangou. Es handelt sich um eine moderne Erdstraße. Im Dorf zweigt die 66 Kilometer lange Route 664 nach Dingazi ab, eine einfache Landstraße.

## Persönlichkeiten
Fandou Mayaki ist der Geburtsort des 1966 geborenen Offiziers und Militärjunta-Mitglieds Soumana Kalkoye.